# Lekkoatletyka na Letnich Igrzyskach Olimpijskich 1980 – sztafeta 4 × 100 m mężczyzn
Sztafetę 4 × 100 metrów mężczyzn podczas XXII Letnich Igrzysk Olimpijskich w Moskwie rozegrano  31 lipca (eliminacje) i 1 sierpnia 1980 (finał) na Stadionie Łużniki. Zwycięzcą została sztafeta Związku Radzieckiego, która biegła w składzie: Władimir Murawjow, Nikołaj Sidorow, Aleksandr Aksinin i Andriej Prokofjew.

## Rekordy
|                   | Reprezentacja     | Zawodnicy                                                  | Czas  | Data                      | Miejsce    |
| ----------------- | ----------------- | ---------------------------------------------------------- | ----- | ------------------------- | ---------- |
| Rekord świata     | Stany Zjednoczone | Bill Collins, Steven Riddick, Cliff Wiley, Steve Williams  | 38,03 | 3 września 1977(dts)      | Düsseldorf |
| Rekord olimpijski | Stany Zjednoczone | Charles Greene, Melvin Pender, Ronnie Ray Smith, Jim Hines | 38,2  | 20 października 1968(dts) | Meksyk     |
| Rekord olimpijski | Stany Zjednoczone | Larry Black, Robert Taylor, Gerald Tinker, Edward Hart     | 38,2  | 10 września 1972(dts)     | Monachium  |

## Wyniki
| Poz. - pozycja |
| – rekord świata \| – rekord krajowy \| – rekord życiowy \| = – wyrównany rekord życiowy \| · – najlepszy wynik w sezonie \| = – wyrównany najlepszy wynik w sezonie \| – rekord olimpijski |
| Fn – falstart \| DNF – nie ukończył \| DNS – nie wystartował \| DSQ – zdyskwalifikowany |

### Eliminacje
16 sztafet przystąpiło do biegów eliminacyjnych. Rozegrano dwa biegi. Do finału awansowały po trzy najlepsze sztafety w każdym biegu (Q) oraz dwie z najlepszymi czasami spośród pozostałych (q).

#### Bieg 1
| Poz. | Państwo           | Zawodnicy                                                                | Rezultat | Uwagi |
| ---- | ----------------- | ------------------------------------------------------------------------ | -------- | ----- |
| 1    | ZSRR              | Władimir Murawjow, Nikołaj Sidorow, Aleksandr Aksinin, Andriej Prokofjew | 38,68    | Q     |
| 2    | Francja           | Antoine Richard, Pascal Barré, Patrick Barré, Hermann Panzo              | 39,01    | Q     |
| 3    | Bułgaria          | Paweł Pawłow, Władimir Iwanow, Iwajło Karanjotow, Petyr Petrow           | 39,25    | Q, =  |
| 4    | Jamajka           | Don Quarrie, Colin Bradford, Michael Davis, Albert Lawrence              | 39,71    |       |
| 5    | Trynidad i Tobago | Edwin Noel, Hasely Crawford, Chris Brathwaite, Andrew Bruce              | 39,74    |       |
| 6    | Senegal           | Boubacar Diallo, Momar N’Dao, Cheikh Touradou Diouf, Issa Fall           | 40,25    |       |
| 7    | Seszele           | Marc Larose, Régis Tranquille, Casimir Pereira, Vincent Confait          | 41,71    |       |
| –    | Kuba              | Osvaldo Lara, Alejandro Casañas, Silvio Leonard, Tomás González          | DNF      |       |

#### Bieg 2
| Poz. | Państwo         | Zawodnicy                                                                  | Rezultat | Uwagi |
| ---- | --------------- | -------------------------------------------------------------------------- | -------- | ----- |
| 1    | NRD             | Sören Schlegel, Eugen Ray, Bernhard Hoff, Thomas Munkelt                   | 38,65    | Q     |
| 2    | Polska          | Krzysztof Zwoliński, Zenon Licznerski, Leszek Dunecki, Marian Woronin      | 38,83    | Q     |
| 3    | Wielka Brytania | Mike McFarlane, Allan Wells, Cameron Sharp, Drew McMaster                  | 39,20    | Q     |
| 4    | Nigeria         | Hammed Adio, Kayode Elegbede, Samson Oyeledun, Peter Okodogbe              | 39,48    | q     |
| 4    | Brazylia        | Milton de Castro, Nelson dos Santos, Katsuhiko Nakaya, Altevir de Araújo   | 39,48    | q     |
| 6    | Węgry           | István Tatár, István Nagy, László Babály, Ferenc Kiss                      | 39,97    |       |
| 7    | Kongo           | Louis Nkanza, Théophile Nkounkou, Jean-Pierre Bassegela, Antoine Kiakouama | 40,09    |       |
| 8    | Sierra Leone    | Rudolph George, Sheku Boima, William Akabi-Davis, Walter During            | 42,53    |       |

### Finał
| Poz. | Państwo         | Zawodnicy                                                                | Rezultat | Uwagi |
| ---- | --------------- | ------------------------------------------------------------------------ | -------- | ----- |
| 1    | ZSRR            | Władimir Murawjow, Nikołaj Sidorow, Aleksandr Aksinin, Andriej Prokofjew | 38,26    | [ 4 ] |
| 2    | Polska          | Krzysztof Zwoliński, Zenon Licznerski, Leszek Dunecki, Marian Woronin    | 38,33    | [ 5 ] |
| 3    | Francja         | Antoine Richard, Pascal Barré, Patrick Barré, Hermann Panzo              | 38,53    |       |
| 4    | Wielka Brytania | Mike McFarlane, Allan Wells, Cameron Sharp, Drew McMaster                | 38,62    | [ 6 ] |
| 5    | NRD             | Sören Schlegel, Eugen Ray, Bernhard Hoff, Thomas Munkelt                 | 38,73    |       |
| 6    | Bułgaria        | Paweł Pawłow, Władimir Iwanow, Iwajło Karanjotow, Petyr Petrow           | 38,99    | [ 3 ] |
| 7    | Nigeria         | Hammed Adio, Kayode Elegbede, Samson Oyeledun, Peter Okodogbe            | 39,12    |       |
| 8    | Brazylia        | Milton de Castro, Nelson dos Santos, Katsuhiko Nakaya, Altevir de Araújo | 39,54    |       |